# See-Kiefer
Die See-Kiefer (Pinus pinaster), auch Bordeaux-Kiefer, Igel-Kiefer, Stern-Kiefer, Meer-Kiefer, Seestrand-Kiefer oder Strand-Kiefer genannt, ist eine Pflanzenart aus der Gattung der Kiefern (Pinus) in der Familie der Kieferngewächse (Pinaceae). Sie stammt aus dem westlichen Mittelmeerraum und wird bis zu 300 Jahre alt.

## Beschreibung

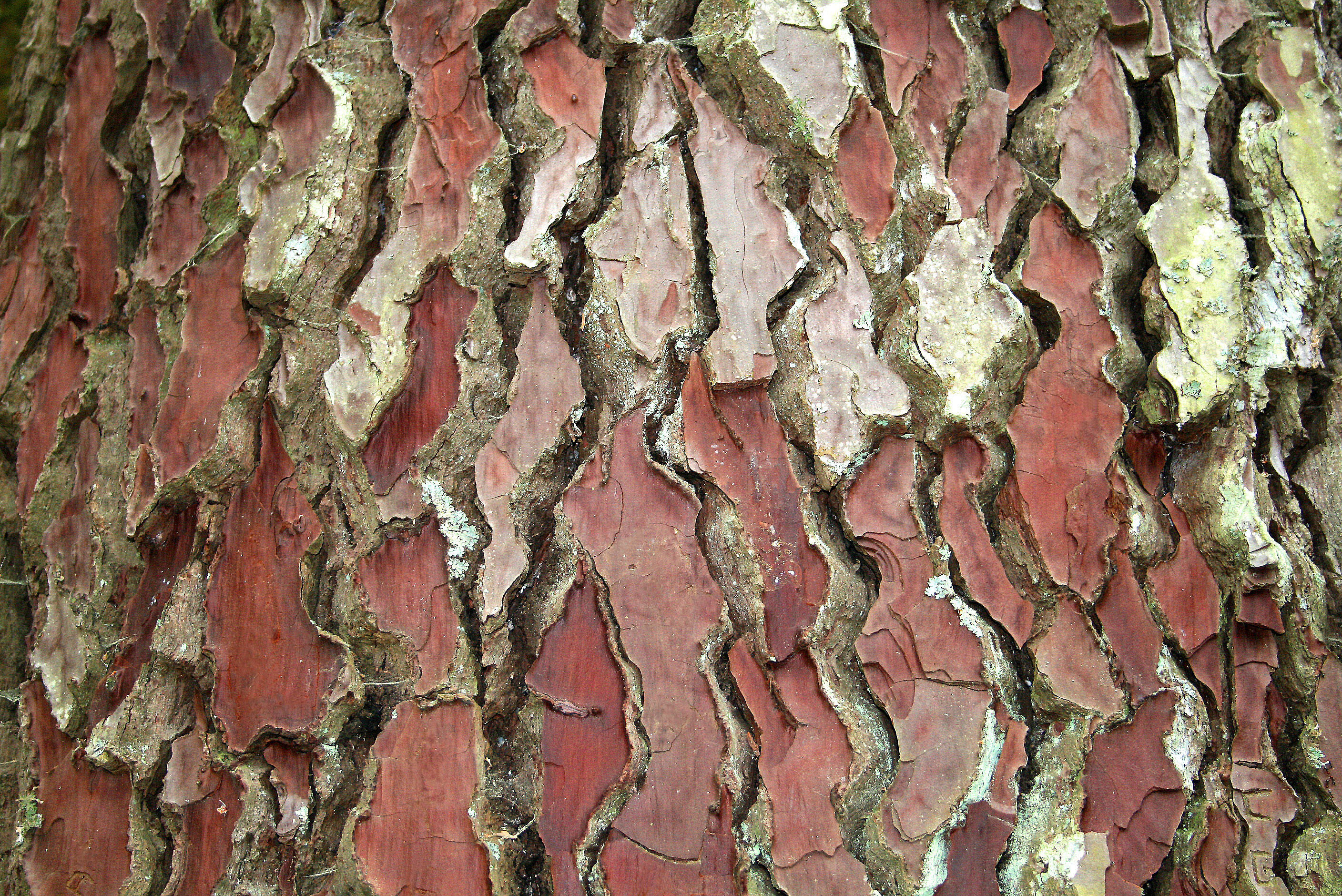
Borke

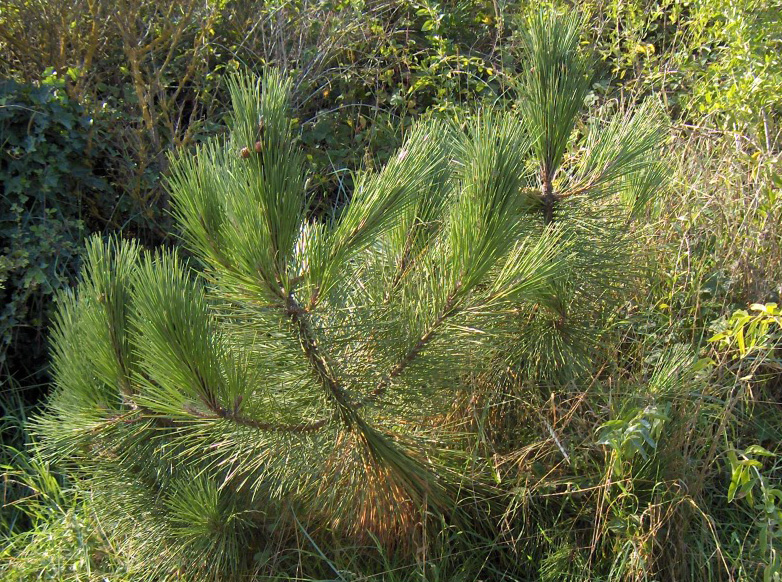
Zweig mit Nadeln

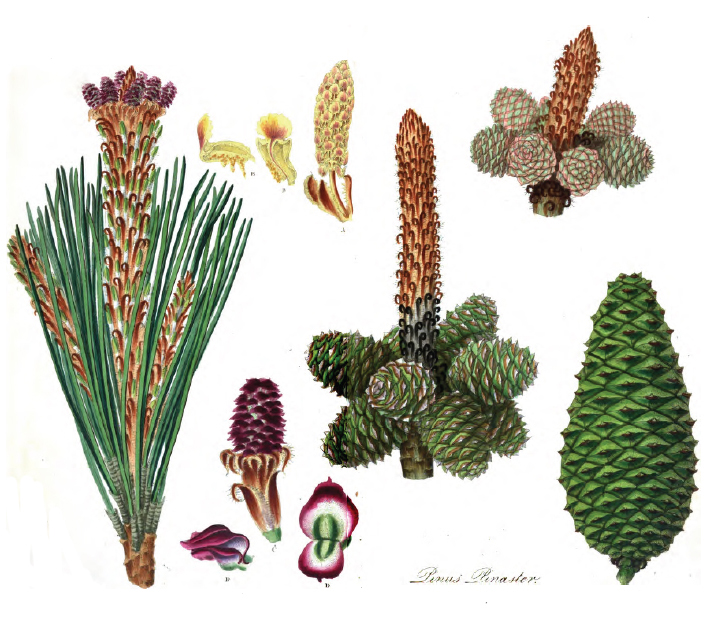
Illustration

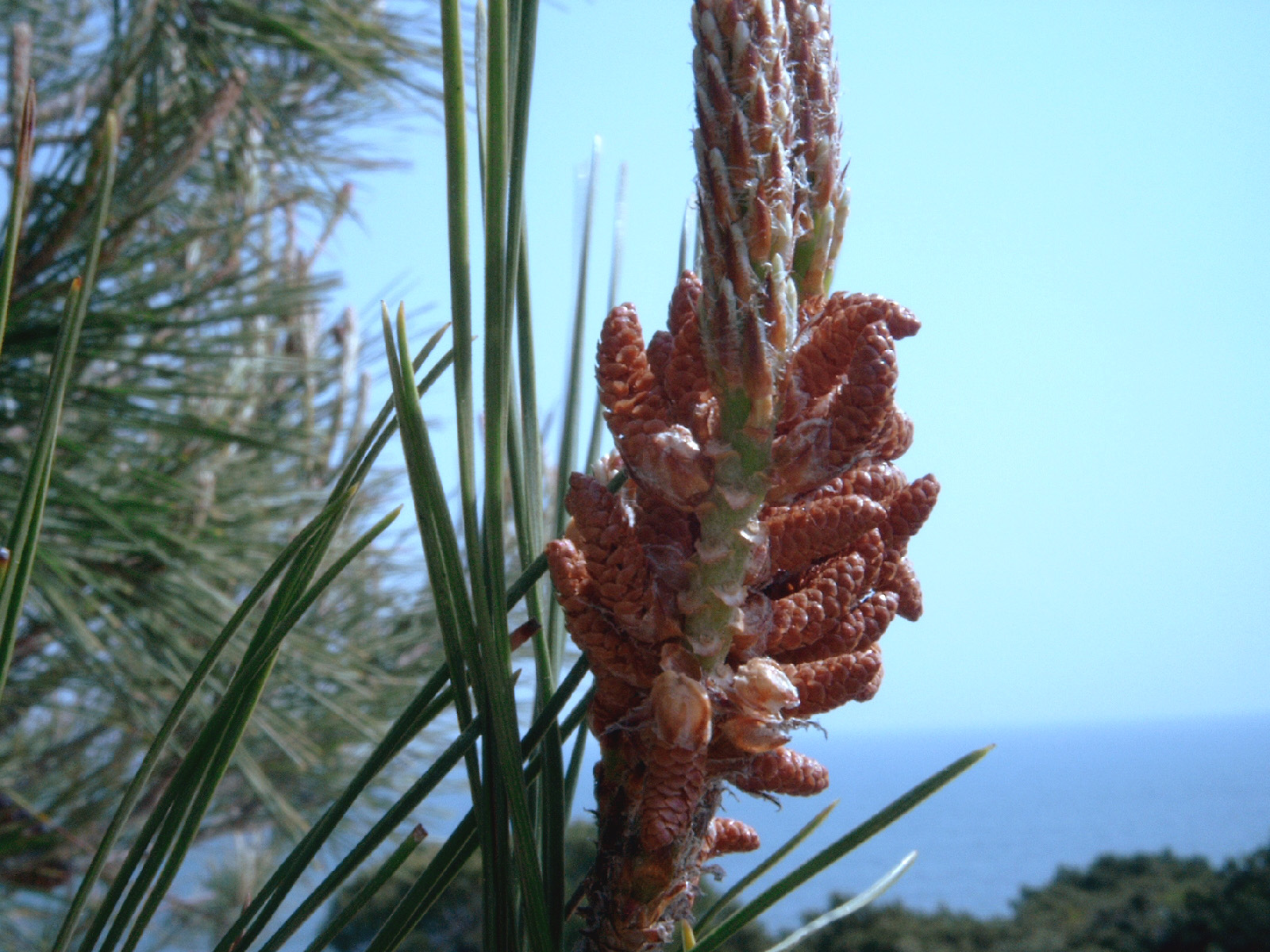
Männliche Blütenzapfen

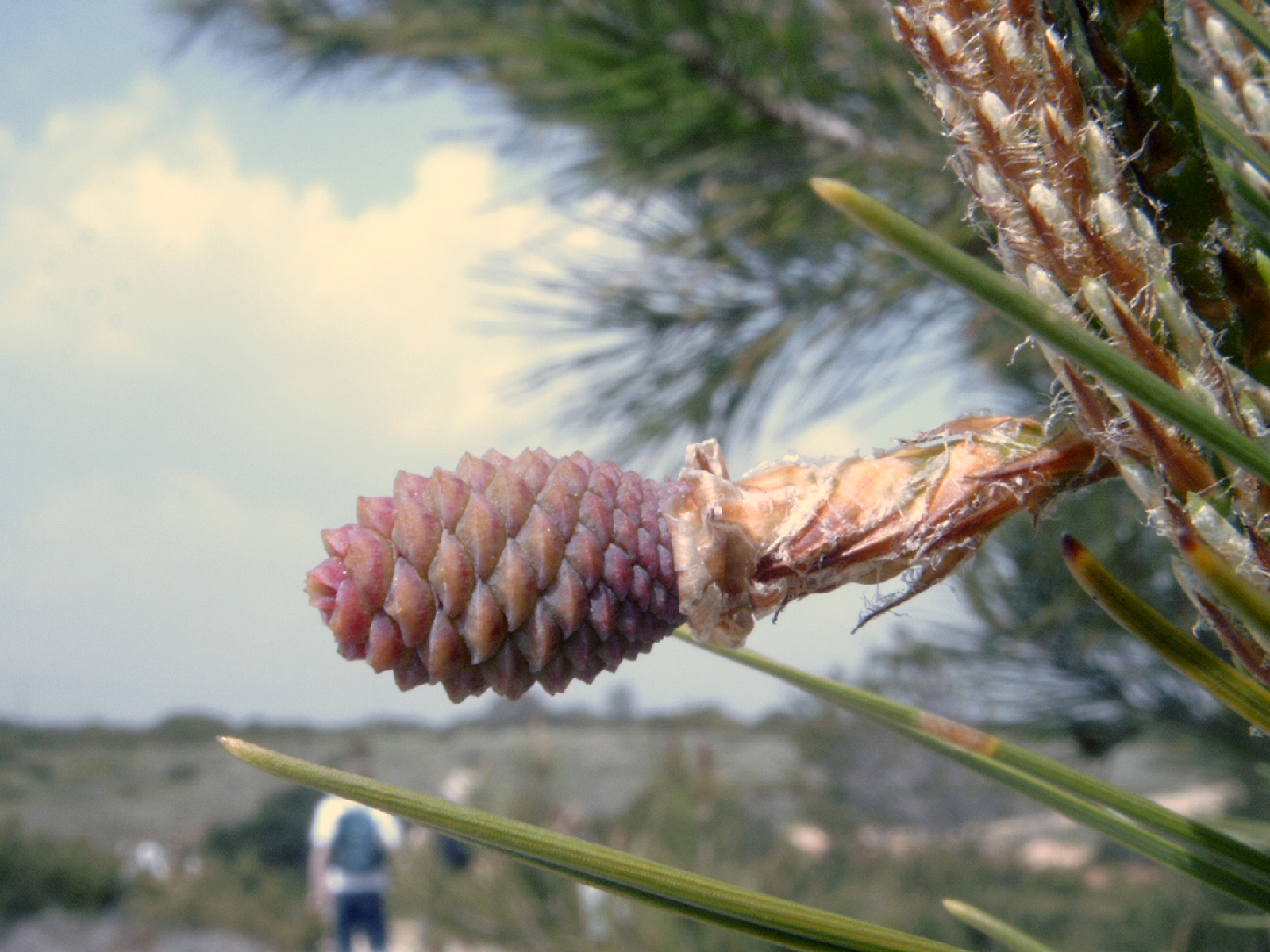
Weiblicher Blütenzapfen vor dem Aufblühen

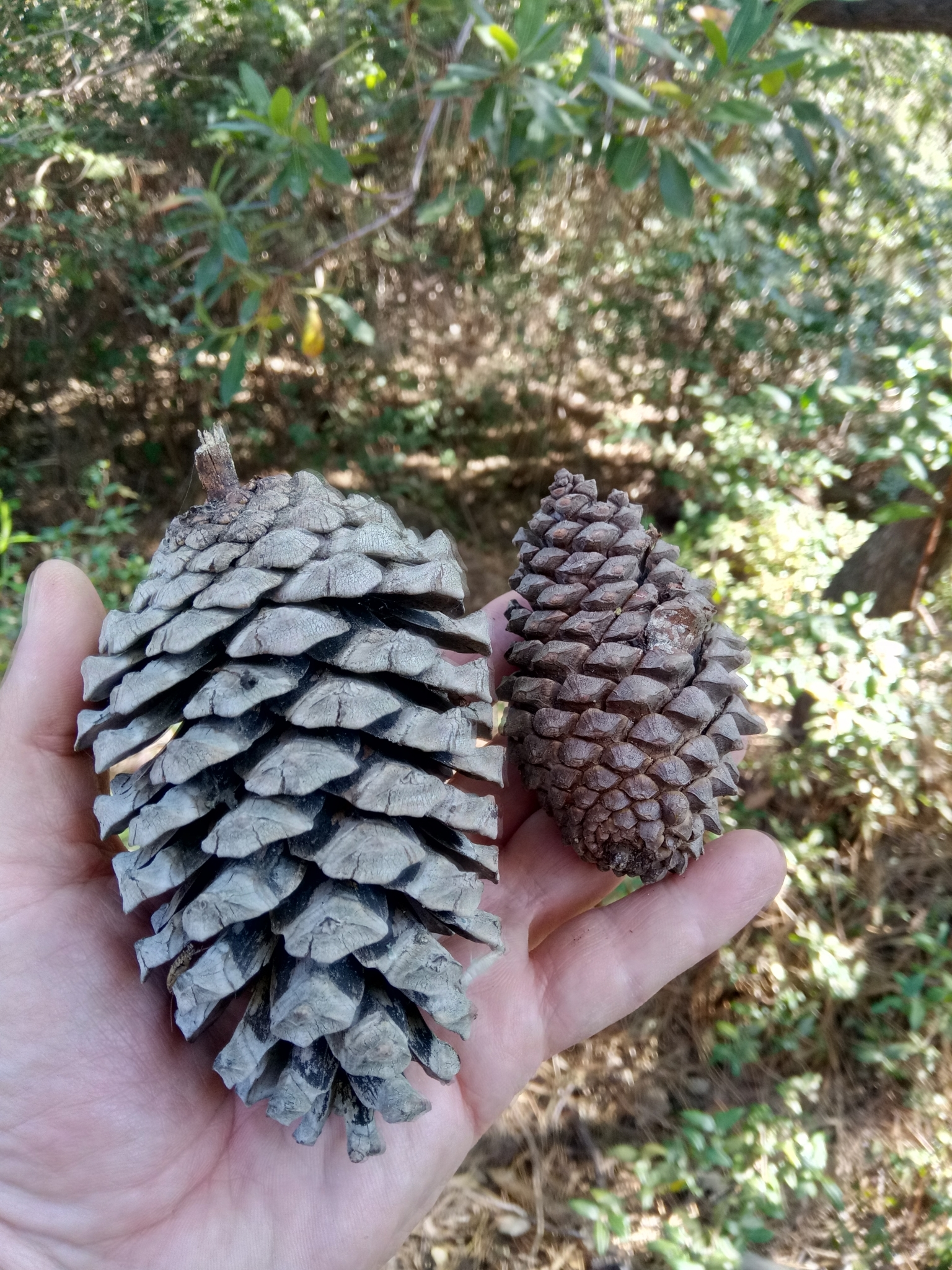
Zapfen

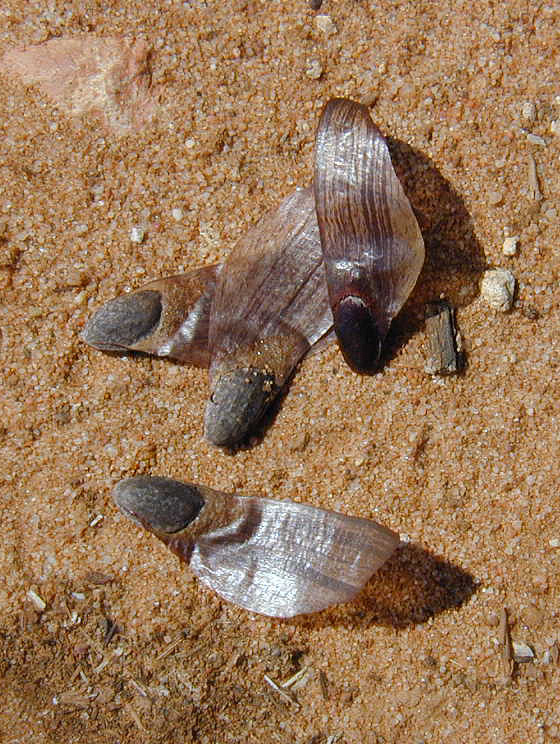
Geflügelte Samen

### Habitus
Die See-Kiefer wächst als Baum, der Wuchshöhen von 15 bis 40 Metern und Stammdurchmesser (Brusthöhendurchmesser) von bis zu 1 Meter erreicht. Der Stamm ist meist gerade, kann aber eine säbelförmig gekrümmte Basis aufweisen. Altbäume weisen auf der gesamten Stammlänge kaum noch Äste auf, da die natürliche Astreinigung in geschlossenen Beständen früh eintritt. Die Stämme von frei stehenden Bäumen weisen jedoch meist bis zum Boden tote Äste auf. Während junge Bäume eine kugelförmige Krone besitzen, wird diese mit zunehmendem Alter unregelmäßiger und ausgebreitet eiförmig, aber nie abgeflacht. Die Krone ist normalerweise durchsichtig benadelt, erscheint aber bei mediterranen Herkünften dunkelgrün und bei atlantischen Herkünften heller. Die Langtriebe sind in der Lage, einen oder mehrere Wachstumsschübe pro Vegetationsperiode durchzuführen und damit einen bis mehrere Quirle auszubilden. Die kräftigen Hauptäste haben im ersten Jahr eine vertikale Wuchsrichtung, neigen sich aber später und wachsen dann waagerecht zum Stamm.
Die Sämlinge bilden meist sechs bis acht Keimblätter (Kotyledonen) aus. Diese sind kahl und werden zwischen 28 und 35 Millimeter lang. Das relativ lange Hypokotyl der Keimblätter ist purpur- bis weinrot gefärbt. Die zahlreichen, hellaschgrauen Primärnadeln sind am Rande gezähnt. Die Sekundärnadeln werden im zweiten Jahr gebildet.

### Wurzelsystem
Die See-Kiefer bildet eine kräftige und tiefreichende Pfahlwurzel aus, die meist etwas schräg wächst. Bereits bei einjährigen Sämligen ist die Pfahlwurzel länger als der Spross. Auch das flachstreichende Lateralwurzelsystem wird gleich nach der Keimung gebildet. Viele der Seitenwurzeln wachsen in die Tiefe. Die horizontal verlaufenden Wurzeln bilden nach Verletzungen Adventivwurzeln. Es wird eine Ektomykorrhiza gebildet, welche die Aufnahme von Phosphor und Stickstoff begünstigt und das Wachstum fördert. Als Mykorrhiza-Partner gelten vor allem der Tonblasse Fälbling (Hebeloma crustuliniforme), Hebeloma sinapizans, der Rötliche Lacktrichterling (Laccaria laccata), der Kahle Krempling (Paxillus involutus) und der Körnchenröhrling (Suillus granulatus).

### Borke
Bereits junge Bäume weisen eine dicke Borke auf. Diese ist bei älteren Bäumen rotbraun, tiefrissig und lässt sich leicht in Platten ablösen. Die darunterliegende innere Rinde ist weinrot. Junge Triebe haben eine kahle, rötlichbraune Rinde.

### Holz
Das gelbliche Splintholz umgibt einen nicht immer deutlich ausgeprägten, rötlichen Kern. Es besteht ein allmählicher Übergang zwischen den breitlumigen Früh- und den englumigen Spätholz. Die gut erkennbaren Jahresringe sind bis zu 10 Millimeter breit und sehr gleichmäßig ausgebildet. Es treten auch falsche Jahresringe auf. Vor allem im Übergangsbereich und im Spätholz befinden sich zahlreiche Harzkanäle. Das Holz ist nur wenig dauerhaft. Das Kurzzeichen als Handelsholz nach EN 13556 ist PNPN.
| Kenngröße         | Wert      | Einheit |
| ----------------- | --------- | ------- |
| Rohdichte (r12)   | 0,45–0,79 | g/cm³   |
| Elastizitätsmodul | 13.500    | N/mm²   |
| Druckfestigkeit   | 43        | N/mm²   |
| Scherfestigkeit   | 7         | N/mm²   |
| Biegefestigkeit   | 83        | N/mm²   |

### Knospen und Nadeln
Die rund 3,5 Millimeter langen und rund 1,2 Millimeter dicken, eiförmigen Winterknospen sind lang zugespitzt und nicht von Harz bedeckt. Die Knospenschuppen sind rötlichbraun und weiß bewimpert. Die basalen Knospenschuppen sind nach außen gekrümmt.
Die mehr oder weniger glänzend dunkelgrünen Nadeln werden bis zu 24 Zentimeter lang, 2 Millimeter breit und stehen zu zweit an Kurztrieben. Ihre Basis ist von einer bis zu 2,5 Zentimeter langen Nadelscheide umgeben. Sie sind gerade oder leicht gekrümmt, am Rand fein gezähnt und scharf zugespitzt. Im Querschnitt sind zwei bis neun Harzkanäle erkennbar. Man findet auf beiden Nadelseiten Spaltöffnungsreihen. Diese sind eingesenkt und enthalten stäbchenförmige Wachskristalle in den Vorhöfen. Die Nadeln verbleiben zwischen zwei und vier Jahren am Baum, ehe sie zum Beginn des Sommers oder in Trockenperioden abfallen.

### Blüten, Zapfen und Samen
Die See-Kiefer ist einhäusig-getrenntgeschlechtig (monözisch) und wird mit acht bis zehn Jahren mannbar. Die 20 bis 22 Millimeter langen männlichen Blütenzapfen bilden sich anstelle von Kurztrieben an der Basis von diesjährigen Langtrieben im mittleren und unteren Kronenbereich. Sie sind anfangs grün und färben sich später rosafarben bis violett. Sie stäuben meist im April und produzieren große Mengen an hellgelben bis schwach rosa farbenen Pollen. Dieser fliegt im Bestand meist nicht weiter als 24 Meter, und auch im Freistand wird er nur wenige hundert Meter transportiert. Die weiblichen Blütenzapfen bilden sich im oberen Kronenbereich. Die Befruchtung findet meist im Juni des zweiten Jahres statt. Die Zapfen stehen einzeln, zu zweit oder zu mehreren rings um den Zweig und sind anfangs grün und zur Reife hin glänzend purpurbraun gefärbt. Sie sind fast sitzend oder kurz gestielt und werden zwischen 10 und 12 Zentimeter lang und 5 bis 7 Zentimeter dick. Die Zapfenschuppen sind von rhombischer bis pyramidenförmiger Gestalt. Der Großteil der Zapfen öffnet sich im zweiten Jahr, aber ein Teil verbleibt mehrere Jahre im geschlossenen Zustand am Baum.
Die ovalen und etwas abgeflachten Samen sind 8 bis 10 Millimeter lang und 3 bis 6 Millimeter breit. Eine Seite der Samen ist schwarz, die andere ist grau mit schwarzen Punkten. Der bläulich-rote und längs gestreifte Flügel erreicht die drei- bis vierfache Samenlänge und ist rings um den Samen befestigt. Das Tausendkorngewicht beträgt 30 bis 70 Gramm. Die Keimfähigkeit der Samen erlischt nach zwei bis drei Jahren.

### Chromosomenzahl
Die Chromosomenzahl beträgt 2n = 24.

### Ähnliche Art
Die See-Kiefer ähnelt der im selben Gebiet vorkommenden Aleppo-Kiefer (Pinus halepensis) und wird häufig mit ihr verwechselt, hat aber im Unterschied zu dieser ungestielte oder nur kurz gestielte Zapfen.

Verbreitungsgebiet

## Verbreitung und Standort
Das natürliche Verbreitungsgebiet der See-Kiefer liegt im westlichen Mittelmeerbecken. Es erstreckt sich von Algerien und Marokko über die Iberische Halbinsel nach Norden bis zur südlichen Atlantikküste Frankreichs und nach Osten bis in die Toskana und der italienischen Küste des Tyrrhenischen Meeres. Von Mirov werden die Bestände an der Küste Dalmatiens und Griechenlands mit zum natürlichen Verbreitungsgebiet der Art gezählt. Ob einige Bestände im Küstenbereich des Ionischen Meeres natürlich oder angepflanzt sind, ist umstritten. Da die Art schon seit Jahrhunderten angepflanzt wird, ist es schwierig, das natürliche Verbreitungsgebiet festzustellen. Anbauten erfolgten unter anderem in Australien und Südafrika.
Die See-Kiefer kommt in Höhenlagen von der Küste bis zu 1.600 Metern vor. Sie benötigt Jahresniederschläge von 800 bis 1.000 mm. Die See-Kiefer gilt deshalb nicht als strikt mediterranes Florenelement, sondern wird eher als eine ozeanisch-mediterrane Art angesehen. Sie ist eine wärmeliebende Lichtbaumart und erträgt Sommertrockenheit, braucht aber eine gewisse Luftfeuchtigkeit und sommerliche Niederschläge von mindestens 100 mm. Nur unter humiden bis subhumiden Bedingungen ist die Art in der Lage, sich gut zu entwickeln. In ihrem Verbreitungsgebiet liegen die Niederschläge zwischen 600 und 2.000 mm. Das Wachstum der See-Kiefer in regenärmeren Regionen wird kaum beeinflusst, da sie dort an grundwassernahen Standorten wächst. Die Art erträgt Temperaturen von über 40 °C über längere Zeit, unterliegt aber bei extrem tiefen Temperaturen. Spätfröste übersteht die Art meist ohne Schaden zu nehmen. Die Art stellt keine hohen Ansprüche an den Standort. Es werden vor allem sandige, silikatreiche oder schiefrige Substrate besiedelt. Der pH-Wert diese Standorte liegt meist unter 5. Es werden auch Kalksubstrate besiedelt, wobei die Unterart atlantica diese eher meidet als die Unterart pinaster. Leichte, nährstoffreiche, tiefgründige und gut mit Wasser versorgte Böden werden von der Art bevorzugt, unterliegen aber einem starken Konkurrenzdruck, weshalb sie meist auf ärmere Standorte ausweicht. Die Samen dieser Pionierbaumart keimen bevorzugt auf Mineralböden und Brandflächen. Gegenüber Meerwassergischt und bis zu einem gewissen Grad auch gegenüber salzhaltigen Böden ist die Art unempfindlich.
Die Art wächst meist in ausgedehnten Reinbeständen, bildet aber gelegentlich Mischbestände mit der Edelkastanie (Castanea sativa), der Schwarzkiefer (Pinus nigra), der Pinie (Pinus pinea), der Waldkiefer (Pinus sylvestris) und der Steineiche (Quercus ilex).
Die Art zählt zu den 100 gefährlichsten Neobiota weltweit.

## Krankheiten und Schädlinge
Unter den abiotischen Schadfaktoren stellen Waldbrände, Frost und Schneebruch die bedeutendsten dar. Die See-Kiefer reagiert auf Immissionen weniger empfindlich als die Pinie (Pinus pinea) leidet aber vor allem in Küstennähe unter der mit Detergentien verunreinigten Meerwassergischt. Diese und weitere Stressfaktoren können zu einer Komplexkrankheit führen, welche sich durch Nadelausfall vor allem im Kronenbereich, dem Absterben von Ästen, kürzeren Nadeln und dem so genannten Blüheffekt äußert. Beim Blüheffekt wird die Nadelanzahl durch das wiederholte starke Ansetzen von männlichen Blütenzapfen erheblich herabgesetzt.
Als Schadpilze sind der Kiefernblasenrost (Cronartium flaccidum), der Erreger des Kienzopfes, der Kieferndrehrost (Melampsora populnea) und der Wurzelschwamm (Heterobasidion annosum), welcher Rotfäule hervorrufen kann, von Bedeutung.
Die Schildlaus Matsucoccus feytaudi hat von allen Schadinsekten die größte Bedeutung. Sie tritt als Primärparasit in Spanien, Nord-Portugal, Südwest-Frankreich, Marokko und Teilen Italiens auf und breitet sich immer mehr nach Osten aus. Die Larven dieser Schildlaus saugen an der Rinde und sondern dabei toxische Stoffwechselprodukte aus, welche Nekrosen hervorrufen und zu Störungen im Assimilationhaushalt, bei der Holzbildung sowie in der Lignifizierung führen. Aus den leicht erkennbaren, punktförmigen Nekrosen tritt Harz aus. Zuerst beginnen Jungtriebe in der Nähe der Stammbasis zu vergilben. Später vergilben auch Jungtriebe, die weiter oben wachsen. Des Weiteren brechen Äste ab und die Anfälligkeit gegenüber Folgeschädlingen wie dem Kiefernkulturrüssler (Pissodes castaneus) steigt. Eine Bekämpfung ist nur schwer möglich und wird auch nur bei Park- und Straßenbäumen durchgeführt.
Der Kiefern-Prozessionsspinner (Traumatocampa pinivora) überwintert in relativ großen und gut sichtbaren Raupennestern am Baum. Nachdem die Raupen im Frühjahr ihre Nester verlassen, fressen sie an den Nadeln. Ein Befall führt nur selten zum Absterben eines Baumes. Der Falter ist mechanisch durch Entfernen oder Beschädigen der Raupennester oder biologisch mithilfe von Bacillus thuringiensis möglich.
Der Borkenkäfer Tomicus destruens ist ein häufig auftretender Schwächeparasit, der im Winter in den Gipfeltrieben und im Sommer in der Stamm- und Astrinde lebt. Durch die mechanische Schwächung der Triebe brechen diese häufig bei Wind und Regen ab. Ein Befall ist an kleinen Anschwellungen und Harzfluss erkennbar.

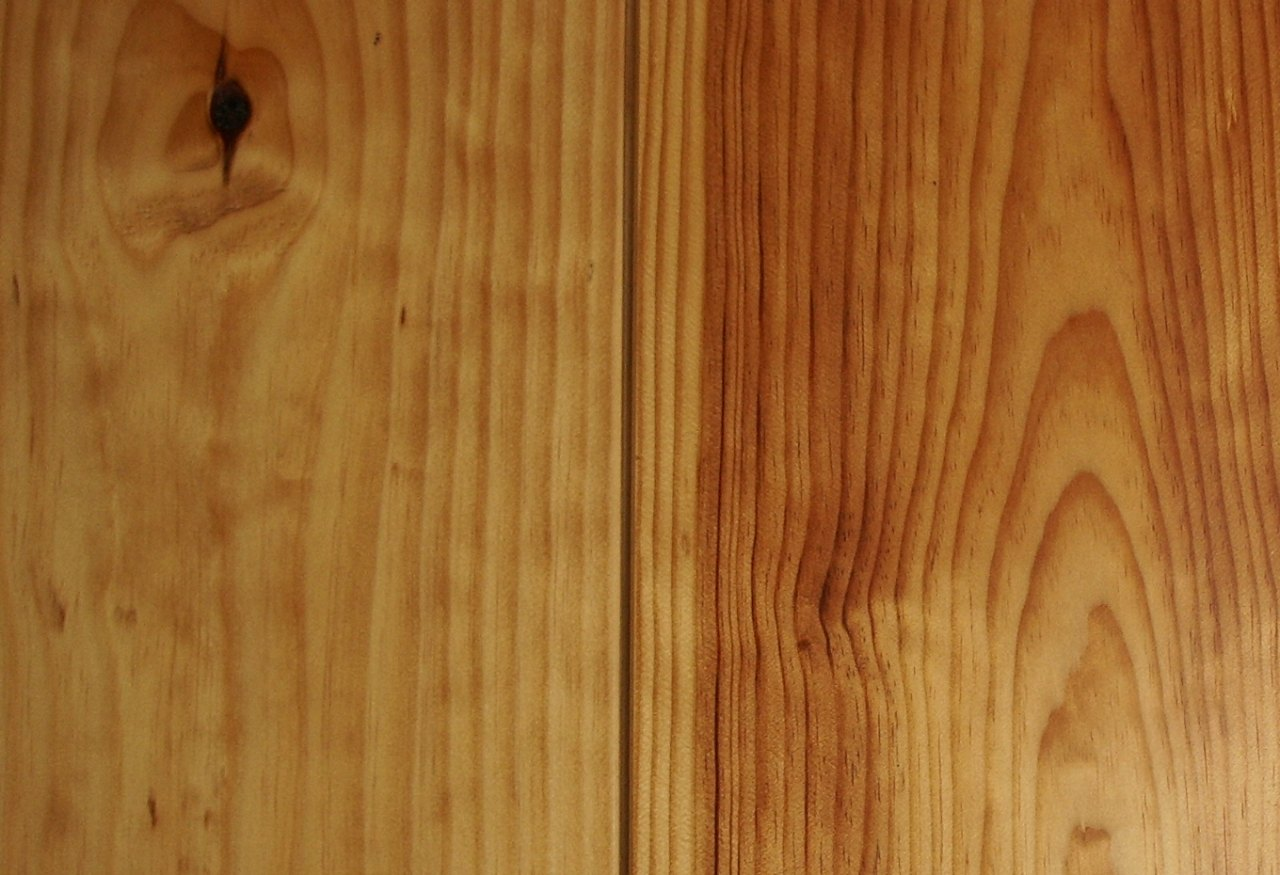
Dielen aus Seekiefernholz

## Nutzung
Das Kiefernholz sowie das Harz sind die wirtschaftlich wichtigsten Produkte der See-Kiefer. Früher wurden die Bäume hauptsächlich zur Harzgewinnung genutzt. Da die Harznutzung die Holzerträge der Bäume mindert, wurde sie fast überall eingestellt. Das Holz wird zur Herstellung von Furnieren, Kisten, Lattenverschlägen, Paneelen, Parkettböden, Pfählen und Schwellen genutzt. Es findet auch als Brenn-, Gruben-, Papier- und Zellstoffholz sowie im Schiffbau Verwendung, eignet sich aber nicht für die Kunstschreinerei. Die geringe Dauerhaftigkeit des Holzes lässt sich durch Holzschutzmittel ausgleichen. Nadelöle, die als Nebenprodukt anfallen, finden Verwendung in der chemischen, kosmetischen und pharmazeutischen Industrie. Seekiefer-Rindenextrakt wird als Nahrungsergänzungsmittel, in Kosmetika und Arzneimitteln verwendet.

## Systematik
Die Erstveröffentlichung von Pinus pinaster erfolgte 1789 durch William Aiton in Hortus Kewensis; or, a catalogue ..., Band 3, S. 367. Synonyme für Pinus pinaster Aiton sind: Pinus maritima Lam. non Mill., Pinus glomerata Salisbury, Pinus laricio Savi, Pinus escarena Risso, Pinus hamiltonii Tenore, Pinus mesogeensis Fieschi & Gaussen.
Die Pinus pinaster gehört zur Subsektion Pinaster aus der Sektion Pinus in der Untergattung Pinus innerhalb der Gattung der Kiefern (Pinus).

### Unterarten
Die Art Pinus pinaster wird in zwei Unterarten und fünf Varietäten unterteilt:
- Pinus pinaster subsp. atlantica Villar kommt von der Atlantikküste der Gascogne im Norden bis ins südliche Portugal vor. Die Unterart weist meist eine gerade und zylindrische Stammform, große Wuchshöhen, eine relativ dünne Borke sowie eine breite und eher hellgrün gefärbte Krone auf. Im Nadelquerschnitt sind zwei Harzkanäle erkennbar. Sie bevorzugt saure Böden.[14]
- Pinus pinaster subsp. pinaster (Syn.: Pinus mesogeensis  Fieschi & Gaussen): Sie kommt an den Mittelmeerküsten Europas und Nordafrikas vor. Im Nadelquerschnitt sind sieben bis neun Harzkanäle zu erkennen. Die Unterart ist an kalkhaltige Substrate gut angepasst.
  - Pinus pinaster subsp. pinaster var. corteensis wird manchmal als eigenständige Art Pinus hamiltonii Ten. angesehen und kommt in den Höhenlagen Korsikas vor. Diese Varietät wächst als gerader, schmalkroniger Baum mit relativ kurzen und schlanken Nadeln. Die großen, konisch geformten Zapfen stehen meist einzeln.
  - Pinus pinaster subsp. pinaster var. cossyra kommt auf der Insel Pantelleria vor und hat einen kurzen Stamm mit gekrümmter Basis, eine sehr dicke Borke, waagerecht ansetzende Äste, die aufwärts gebogen sind, eine dunkelgrüne und meist spärliche Krone und kurze Zapfen. Sie wächst nur langsam und ist sehr widerstandsfähig gegenüber Trockenheit und Wind.
  - Pinus pinaster subsp. pinaster var. maghrebiana Villar kommt im Atlasgebirge in Marokko vor.
  - Pinus pinaster subsp. pinaster var. provincialis Villar kommt im Département Var, im Esterel, im Languedoc sowie in den Montes des Maures vor.
  - Pinus pinaster subsp. pinaster var. renoui Villar (Syn.: Pinus pinaster subsp. renoui (Villar) Maire): Sie kommt in den Küstengebieten Algeriens vor und weist im Nadelquerschnitt zwei Harzkanäle auf.

Die beiden afrikanische Varietäten Pinus pinaster subsp. pinaster var. maghrebiana und Pinus pinaster subsp. pinaster var. renoui werden von vielen Autoren zur subsp. pinaster gezählt, unterscheiden sich aber von europäischen Varietäten durch kürzere Nadeln, länger gestielte Blütenzapfen und stärker xeromorphe Strukturen.
Nach Euro+Med wird die Art in drei Unterarten aufgeteilt:
- Pinus pinaster Aiton subsp. pinaster (Syn.: Pinus maritima Lam. (non Mill. 1768), Pinus pinaster subsp. atlantica Villar): Sie kommt ursprünglich in Portugal, Spanien, Frankreich, Korsika, Italien und Sizilien vor.[15]
- Pinus pinaster subsp. escarena (Risso) K. Richt. (Syn.: Pinus escarena Risso, Pinus hamiltonii Ten., Pinus laricio Savi, Pinus mesogeensis Fieschi & Gaussen, Pinus pinaster subsp. hamiltonii (Ten.) Villar): Sie kommt in Marokko, Spanien, auf den Balearen, in Frankreich, Algerien, Korsika, Italien, Sardinien, Sizilien und Malta vor.[15]
- Pinus pinaster subsp. renoui (Villar) Maire (Syn.: Pinus pinaster var. renoui Villar, Pinus renoui (Villar) Gaussen): Sie kommt in Marokko, Algerien und Tunesien vor.[15]